# Акши (Узунбулакский сельский округ)
Акши (каз. Ақши, до 199? г. — Ленино) — село в Баянаульском районе Павлодарской области Казахстана. Входит в состав Узунбулакского сельского округа. Код КАТО — 553663600.

## Население
В 1999 году население села составляло 422 человека (218 мужчин и 204 женщины). По данным переписи 2009 года, в селе проживало 290 человек (151 мужчина и 139 женщин).